# タッパン・ジー・ブリッジ
タッパン・ジー橋（Tappan Zee Bridge）は、ハドソン川にかかる橋で、ニューヨーク州のロックランド郡とウエストチェスター郡を結んでいる。名前の由来は、この地をかつて統括していたインディアンのTappanという人物名とオランダ語で海を意味するZeeをつなげたものである。
全長は4,880mで、鉄橋部分は369m、水面から橋桁下までの高さは42mである（旧橋）。
1952年に工事が始まり、1955年12月15日に開通した。本橋はハドソン川の川幅が急激に広がる部分に建設され、そのために吊り橋鉄橋部分を延々と続くコンクリート構脚橋で繋ぐという特異な様式をとっている。これは自由の女神から半径約40km圏内においてハドソン川にまたがる土木プロジェクトはニューヨーク・ニュージャージー港湾公社の専管経済事業とすることが認められているためで、ニューヨーク州高速道路局はこれを避けるため本橋をこの専管経済事業域のわずか外側に建設することになったという経緯がある。
1994年、この橋はマルコム・ウィルソン知事タッパン・ジー橋（The Governor Malcolm Wilson Tappan Zee Bridge）と改名された。
この橋は、ニューヨーク州高速道路の一部として機能している。そして州間高速道路87号線、287号線とも接続されている。橋自体は7車線の自動車専用道路である。真ん中の車線は、コンクリートブロックが移動できるようになっていて、時間によって車線数が変更されている。これにより渋滞の緩和を図っている。2008年度の日平均交通量は133,445台。
2013年、老朽化による橋の架け替え工事が開始された。新橋（Tappan Zee Bridge）は斜張橋で、車線は片側4車線・往復8車線になり、2018年4月に開通した。古い橋は取り壊された。

## 隣接する橋/トンネル
- 上流の橋：　ベアー・マウンテン・ブリッジ　Bear Mountain Bridge （I-6, I-202）
- 下流の橋：　ジョージ・ワシントン・ブリッジ　George Washington Bridge （I-95, I-1, I- 9）